# Nihon Montoku Tennó Džicuroku
Nihon Montoku Tennó Džicuroku (japonsky 日本文徳天皇実録, "Pravdivá historie japonského císaře Montokua"), ve zkrácené verzi Montoku Džicuroku, je japonský historický text sepsaný na císařskou objednávku. Byl dokončen v roce 879 a je pátým ze šesti národních japonských historických děl nazývaných souhrnně Rikkokuši (六国史, Šest státních kronik), v nichž byly dějiny Japonska dovedeny až do roku 887. Předchází jej kronika Šoku Nihonkóki a následuje po něm Sandai Džicuroku. Kronika Montoku Džicuroku pokrývá období let 850–858, roky vlády 55. japonského císaře Montokua (827-858).

## Pozadí
Roku 871 pověřil císař Seiwa několik dvořanů, aby v návaznosti na Pokračování Pozdější kroniky Japonska (Šoku Nihonkóki) dokončené v roce 869 sestavili další historický text, který by pokryl následující roky, tedy období od roku 850. Toto dílo bylo posléze nazváno Pravdivá historie japonského císaře Montokua neboli Nihon Montoku Tennó Džicuroku. Dohled nad jeho sestavováním měl zejména Motocune Fudžiwara, jemuž asistovali Tošina Minabuči, Otondo Óe, Tadaomi Šimada, Korejoši Sugawara a Jošinari Jošibuči. Významným přispěvatelem byl Jošika Mijako. Text kroniky byl dokončen v roce 879.

## Obsah
Kronika Montoku Džicuroku je psána převážně kanbunem, tedy japonskou formou klasické čínštiny, jak bylo v té době pro formální japonské texty běžné. Tvoří ji celkem 10 svazků, jež pokrývají období 9 let vlády císaře Montokua v letech 850–858. Text je charakteristický tím, že obsahuje málo politických detailů, zato spoustu šlechtických nekrologů.
Při obnově ztraceného obsahu všech Šesti národních historií je cenným zdrojem kategorizovaný a chronologický historický text Ruidžú Kokuši dokončený roku 892.